# Strymon cyanofuscus
Strymon cyanofuscus is een vlinder uit de familie van de Lycaenidae. De wetenschappelijke naam van de soort werd in 1989 gepubliceerd door Johnson, Eisele & MacPherson.